# Slovenia International 2015
Die Slovenia International 2015 im Badminton fanden vom 7. bis zum 10. Mai 2015 in Medvode in der Sport Hall Medvode in der Ostrovrharjeva 4 statt.

## Sieger und Platzierte
| Disziplin    | Gold                                 | Silber                           | Bronze                                     |
| ------------ | ------------------------------------ | -------------------------------- | ------------------------------------------ |
| Herreneinzel | Dmytro Zavadsky                      | Kalle Koljonen                   | Kęstutis Navickas                          |
| Herreneinzel | Dmytro Zavadsky                      | Kalle Koljonen                   | Artem Pochtarev                            |
| Dameneinzel  | Mariya Ulitina                       | Mia Blichfeldt                   | Chloe Birch                                |
| Dameneinzel  | Mariya Ulitina                       | Mia Blichfeldt                   | Nanna Vainio                               |
| Herrendoppel | Zvonimir Đurkinjak Zvonimir Hölbling | Johannes Pistorius Marvin Seidel | Lucas Claerbout Bastian Kersaudy           |
| Herrendoppel | Zvonimir Đurkinjak Zvonimir Hölbling | Johannes Pistorius Marvin Seidel | René Mattisson Filip Michael Duwall Myhren |
| Damendoppel  | Linda Efler Lara Käpplein            | Chloe Birch Jenny Wallwork       | Tatjana Bibik Elena Komendrovskaja         |
| Damendoppel  | Linda Efler Lara Käpplein            | Chloe Birch Jenny Wallwork       | Tilde Iversen Emma Wengberg                |
| Mixed        | Bastian Kersaudy Léa Palermo         | Marin Baumann Lorraine Baumann   | Jones Ralfy Jansen Cisita Joity Jansen     |
| Mixed        | Bastian Kersaudy Léa Palermo         | Marin Baumann Lorraine Baumann   | Marvin Seidel Linda Efler                  |